# CrossRef
Crossref (колишня назва CrossRef) — це об'єднання видавців наукових публікацій (журналів, монографій, збірників матеріалів конференцій), створене з метою розробки та підтримки всесвітньої високотехнологічної інфраструктури наукових комунікацій. Головним завданням CrossRef є сприяння широкому використанню інноваційних технологій для прискорення і полегшення наукових досліджень.
Особлива увага Crossref зосереджена навколо питань розбудови електронної інфраструктури взаємної цитованості наукових публікацій. Асоціація Crossref підтримує спільну всесвітню службу взаємної цитованості, яка функціонує як своєрідний шлюз між електронними платформами видавців. Ця служба не зберігає повні тексти наукових публікацій, але вона зберігає інформацію про зв'язки публікацій через технологію Digital Object Identifier (Crossref DOI), а також метадані опублікованих наукових матеріалів. Завдяки цій системі дослідники можуть використовувати функціональність рівня глобального науково-видавничого середовища.
Членами Crossref наразі є 5 тис. видавців з усього світу. База даних цитувань Crossref охоплює понад 75 млн. журнальних статей та інших типів наукових публікацій (монографій, наборів даних, дисертацій, технічних звітів).
В Україні послом (ambassador) Crossref є Голова Редакційної ради Видавничого дому «Інтернаука» Золковер Андрій Олександрович, .